# Elezioni parlamentari in Islanda del 2007
Le elezioni parlamentari in Islanda del 2007 si tennero il 12 maggio per il rinnovo dell'Althing. In seguito all'esito elettorale, Geir Haarde, espressione del Partito dell'Indipendenza, fu confermato Primo ministro; nel 2009 fu sostituito da Jóhanna Sigurðardóttir, esponente di Alleanza Socialdemocratica.

## Risultati
| Partito dell'Indipendenza  | 66 749  | 36,64 | 25 |  |  |  |
| Alleanza Socialdemocratica | 48 742  | 26,76 | 18 |  |  |  |
| Sinistra - Movimento Verde | 26 136  | 14,35 | 9  |  |  |  |
| Partito Progressista       | 21 349  | 11,72 | 7  |  |  |  |
| Partito Liberale           | 13 233  | 7,26  | 4  |  |  |  |
| Movimento Islandese        | 5 953   | 3,27  | –  |  |  |  |
| Totale                     | 182 162 | 100   | 63 |  |  |  |
|                            |         |       |    |  |  |  |
| Voti non validi            | 2 909   | 1,57  |    |  |  |  |
| Votanti                    | 185 071 |       |    |  |  |  |